# Исперих
Исперѝх е град в Североизточна България. Той се намира в област Разград и е втори по големина в областта след Разград. Градът е административен център на община Исперих. По данни на ГРАО към 15 септември 2023 г. в града живеят 8341 души по настоящ адрес и 11 450 души по постоянен адрес.

## География

### Почви
Почвеният тип в преобладаващата част са сивите и тъмносивите горски почви – 61%, а оподзолените черноземни заемат 39% от обработваемата земя. Почвено-климатическата характеристика на Исперих създава възможност за отглеждането на всички култури на умерения климат. Затова Исперих се разширява като зърнено-фуражен район с животновъдно направление.

### Релеф, географско положение и климат
Исперих се характеризира с равнинно-хълмист релеф със средна надморска височина 241 метра, а също и с умерено-континентален климат – горещо лято и студена зима. Средната годишна температура е 10,3 °C, абсолютно минимална температура с повторения през 3 – 4 години с минус 25,4 °C. Температурната сума при активния вегетационен период възлиза на 3326 °C. Валежите са по-обилни в сравнение с ограждащите Лудогорието области. Едно сравнително изследване за един век (от 1895 г. до 1995 г.) показва, че докато в гр. Русе падат 562 л валежи годишно, в гр. Разград, а в гр. Кубрат – 593 л, то в гр. Исперих годишният валеж е средно 656 л на м2. Средното месечно и сезонно разпределение на валежите за означения стогодишен период за Исперих е както следва: зима – 131, пролет – 165, лято – 227 и есен – 133. (данните са от 2001 г.)
Исперих е разположен на 26,49˚ източна дължина, 43,43˚ северна ширина. Това поставя Исперих в среден климатичен район на Дунавската равнина. Той се простира паралелно на северния и обхваща средната част на Дунавската равнина. В топлинно отношение по-съществени различия спрямо северния район има главно през лятото, което тук не е толкова горещо. Това особено е подчертано в източните части на района (Лудогорието), които са с по-голяма надморска височина. Валежите, особено летните, в средния климатичен район са вече чувствително по-големи поради влиянието на Стара планина. Поради различното влияние на Стара планина в отделните части на района, както и поради различията им в надморските височини, районът може да се раздели на три части: западна – с приблизително равномерно разпределение на валежите през годината, което е следствие от относителното намаление на летните и увеличение на зимните валежи; централна с максимално различие между летните и зимните валежи, т.е. с най-добре изразена континенталност във валежния режим; източна – с относително по-хладно лято, но и с по-малки валежи.
Ветровете над Исперих са непостоянни, но с преобладаваща посока от запад и северозапад. През лятото те са с дъждоносни облаци от океански произход. Североизточният вятър е сух през лятото и е признак за стабилно, ясно време, а през зимата докарва големи студове и навява сухия сняг на преспи. Северният вятър носи прохлада през лятото, а през зимата сняг.

### Сезони

#### Зима
За зима се приема периодът, когато температурата трайно се понижи под 5 °C и продължава до трайното повишаване на температурата над 5 °C. За района на Исперих този период започва на 24 ноември и продължава до 18 март със средна продължителност от 115 дни.
Типичните зимни месеци са декември, януари и февруари. Средната месечна температура за месец декември е 0,9 °C, за месец януари – -0,2 °C, а за месец февруари 0,2 °C.Абсолютно минималните температури на въздуха за зимните месеци за района на Исперих са: за декември – -23,2 °C, за януари – -23,7 °C, за февруари – -32,4 °C. Средната месечна абсолютно минимална температура за декември е -11,9 °C, за януари – -15,0 °C, за февруари – -14,2 °C. Според средната месечна абсолютно минимална температура за типичния зимен месец – януари, зимата за района на Исперих се характеризира като студена. Сумата на валежите през зимата е 128 мм.

#### Пролет
За пролет се приема периодът, когато средната денонощна температура трайно се повиши над 5 °C и продължава до трайното повишение на температурата над 15 °C. С трайното повишаване на температурата и стопяването на снежната покривка, започва вегетацията на селскостопанските култури. Селскостопанските работи, които се извършват на полето, са подготовка на почвата за сеитба, сеитба, брануване, валиране и подхранване на зимните посеви и др. Средната продължителност на пролетта за страната е около 50 – 60 дни. За района на Исперих средната продължителност на пролетта е 52 дни.

#### Лято
Лятото започва, когато температурата се повиши над 15 °C и продължава до понижаване на температурата под 15 °C. В района на Исперих за начало на лятото се счита 10 май, то продължава до 27 септември. Лятото е най-продължителният сезон за България, за Исперих то продължава 140 дни.
Най-топлите летни месеци са юни, юли и август. Средната месечна температура за юни е 19,1 °C, за юли е 21,5 °C, а за август е 21,3 °C.Средната месечна абсолютно максимална температура за месец юни за Исперих е 36,0 °C, за юли – 37,1 °C, а за август – 40,0 °C.Според средната месечна температура за юли лятото в района на Исперих се характеризира като горещо. Сумата на валежи през летния период са 225.

#### Есен
Есента е кратък преход от лятната вегетация към зимния покой на селскостопанските култури. За начало на есента се приема моментът, в който температурата на въздуха се задържи под 15 °C, и продължава до трайното понижение на температурата под 5 °C. За района на Исперих този сезон започва на 28 септември и продължава до 23 ноември. Средната месечна температура за месец октомври е 11,8 °C, а за ноември е 6,5 °C. Средната продължителност на есенния период за страната е 50 – 60 дни, а за Исперих – 57 дни. Сумата на валежите за месец октомври е по-ниска от 40 mm и не е достатъчна за сеитба на зимни посеви и за дълбока оран.
Засушливият период за района на град Исперих започва в края на месец юли и началото на месец август и свършва в края на месец октомври.

### Растителност и животински свят
Растителното разнообразие в горския фонд на община Исперих включва над 40 дървесни видове, в т.ч. 4 иглолистни, над 20 храстови видове и над 100 тревни растителни вида. Средногодишното залесяване възлиза над 900 декара главно с местни устойчиви широколисни дървесни видове, например цер, дъб, сребролистна липа, ясен, явор и др. Залесяването включва и някои чужди видове, които са успешно аклиматизирани в България, каквито са червеният американски дъб, унгарската акация и различни клонове хибридни тополи.
В горите на Исперих се срещат различни видове едър и дребен дивеч. За едрия дивеч това са благороден елен, сърна, дива свиня, за дребния дивеч най-характерните видове са див заек, фазан, яребица и дива патица. През различните сезони се срещат и пролетни видове, каквито са пъдпъдъкът. От хищниците се срещат лисица, чакал, вълк и др.
През последните години (след 1990 г.) данните от провежданите таксации показват трайно намаляване на едрия дивеч. Това се дължи на нарастващото бракониерство, което е основният проблем за фауната. На територията на Исперих има една природна забележителност „Божурите“ намираща се до село Печеница и историческо-археологически резерват „Сборяново“.

## История
Земите около град Исперих са обитавани от различни цивилизации още от времето на тракийските племена (IV – V пр. Хр.). Доказателство за това е тракийският град Хелис (Хелиос), който днес е превърнат в историко-археологически резерват Сборяново. Запазени са уникални по своята същност гробници на тракийски владетели, крепостни стени, религиозни съоръжения и множество артефакти. Доказателство за уникалността на това място е фактът, че той е един от десетте български обекта в списъка на ЮНЕСКО.
За зараждането му като самостоятелно селище няма много информация. Предполага се, че градът се развива като място за панаири и обмяна на стоки. По време на Османската империя се е наричал Кемаллар (Кемаалар, Кеманлар, Каменлар). С пристигане на първия заселник Кемал и неговия род, селището дълги години носи неговото име – Кемаллар (Кемаловците). В подкрепа на мнението, че селото било наречено на името на заселника Кемал, е и запазеното допреди десетина години предание за него. Гробът на Кемал баба се помнел и тачел от поколенията, а надгробният му камък се намира в старото гробище в западния край на града.
Според една от легендите името произхожда от „Кем агалар“ (горделивите господари), които били свирепа банда разбойници, тормозеща местното население от мюсюлмани и християни. Според друга хипотеза името идва от „Ким аалар“, което в превод означава „Кой плаче“, и се свързва с воплите и стенанията на затворниците в таен затвор, някъде в гъстите гори около днешния Исперих. Според друга хипотеза името Кеманлар произлиза от „кемане“ (цигулка) и означава на турски „цигулари“. Първите заселници на това място според тази версия били българи – гъдулари – скитащи музиканти.
През 1960 г. е обявен за град. Той носи името на кан Аспарух – основателят на Българската държава, чието име също се произнася и като „Исперих“.

## Население
Численост на населението според преброяванията през годините:
| \| Година на преброяване \| Численост \| \| --------------------- \| --------- \| \| 1934 \| 3206 \| \| 1946 \| 3579 \| \| 1956 \| 6759 \| \| 1965 \| 8453 \| \| 1975 \| 10 490 \| \| 1985 \| 11 221 \| \| 1992 \| 10 494 \| \| 2001 \| 10 000 \| \| 2011 \| 8973 \| \| 2021 \| 7424 \| |           |
| Година на преброяване | Численост |
| 1934 | 3206      |
| 1946 | 3579      |
| 1956 | 6759      |
| 1965 | 8453      |
| 1975 | 10 490    |
| 1985 | 11 221    |
| 1992 | 10 494    |
| 2001 | 10 000    |
| 2011 | 8973      |
| 2021 | 7424      |

### Етнически състав
Преброяване на населението през 2011 г.
Численост и дял на етническите групи според преброяването на населението през 2011 г.:
|                     | Численост | Дял (в %) |
| Общо                | 8973      | 100       |
| Българи             | 4665      | 51,98     |
| Турци               | 2799      | 31,19     |
| Цигани              | 598       | 6,66      |
| Други               | 26        | 0,28      |
| Не се самоопределят | 53        | 0,59      |
| Неотговорили        | 832       | 9,27      |

## Религии
- В Исперих се изповядват както източноправославно християнство
- На територията на града има построени една църква

## Политика
- СДС, ДСБ, БСП, БЗНС, ДПС и АТАКА имат клубове в града.
- Депутатите от ДПС Хасан Адемов и Белгин Шукри са родени тук.

## Икономика
Нетният размер на приходите от продажби от промишлените предприятия и поделения през 1996 г. възлиза на 3205 млн.лв. и 32 192 млн.лв. за 1997 г., което е 14,81% и 16,40% от това за областта, а заетите лица за посочените години са съответно 18,12% и 18,55%.
Развити са и трите направления на промишлеността, но с най-голямо значение и относителен дял е преработвателната промишленост. Следващо по ред е производството и разпределението на електроенергия, газ и вода (изцяло държавен сектор) и добивната промишленост (изцяло в частния сектор).
При изследване структурата на промишлеността на общината се установява, че тя е почти идентична и за двете изследвани години. Значително се откроява производството на изделия от неметални минерални суровини с относителен дял 77,36% за 1996 г. и 78,90% за 1997 г. Следващ по значение отрасъл е производството на хранителни продукти, напитки и тютюневи изделия с 13,64% и 12,52% за посочените години, а на трето място се нарежда металолеенето, металообработването и производството на машини и оборудване – съответно 4,46% и 4,63%. С незначителен дял в промишлеността на общината през 1997 г. са производството на целулоза, хартиени изделия, полиграфически и издателски изделия (0,01%); производство на транспортни средства (0,02%); кожухарската и обувната индустрия (0,03%); производството на електротехнически машини и оборудване, производството на прецизна техника (0,04%); други промишлени производства (0,05%) и т.н.
В общинската промишленост няма развито производство на текстил, текстилни изделия и трикотаж; химикали, химични продукти, синтетични и изкуствени влакна; металургия.
През 1996 г. водещ е държавният сектор с относителен дял 92,44%, а през 1997 г. ситуацията се променя и вече е водещ частният сектор с 84,46%, изчислени по показателя нетен размер на приходите от продажби. Изцяло в частния сектор, през последната посочена година, са добивната промишленост; кожухарската и обувната индустрия; дървообработването; производството на целулоза, хартия, хартиени изделия, полиграфически и издателски изделия; производство на електротехнически машини и оборудване, производство на прецизна техника и производство на транспортни средства. В държавния сектор е производството на каучукови и пластмасови изделия и други промишлени производства, но те са с малък относителен дял. В него е производството и разпределението на електроенергия, газ и вода.
Нетният размер на приходите от продажби от промишлените предприятия и поделения в структурата на промишлеността се увеличава, което води до увеличаване на заетостта. Основен отрасъл е производството на изделия от неметални минерални суровини (фаянсови плочки) и той определя облика на общинската промишленост. Частният сектор става водещ и от него ще зависи просперитета на общинската промишленост. Неголемият относителен дял на общинската промишленост от областната дава основание да се изведе селското стопанство като един от водещите отрасли в общинската икономика. В този план е необходимо развитието на производството на хранителни продукти, напитки и тютюневи изделия и то особено в частния сектор.
В Исперих се намира „Хан Аспарух“ АД, завод за стенни и подови керамични облицовъчни плочки, най-големият от групата на KAI GROUP. Той съставя около 85% от икономиката на общината.

## Обществени институции
- Общински съвет
- Многопрофилна болница за активно лечение Исперих

## Училища
В града функционират 2 средни (Гимназия „Васил Левски“, ПГСС „Хан Аспарух“) и 2 основни училища (ОУ „Васил Априлов“, ОУ „Христо Ботев“).

## Забележителности
В Исперих и района се намират следните забележителности от Стоте национални туристически обекта на Български туристически съюз:
- Исторически музей – 08:00 – 17:00 ч., само по заявка, има печат
- Етнографска къща към Исторически музей – Исперих, ул. Стефан Караджа №9, 8 – 17 ч, има печат
- Демир баба теке ИАР „Сборяново“ – без прекъсване в светлите часове на денонощието целогодишно
- Комплекс Тракийска царска гробница при с. Свещари, ИАР „Сборяново“, 9 – 17 ч. без обедна почивка, почивни дни – понеделник и вторник, има печат
- Вятърна мелница край с. Белинци

Театри и кина
- Читалище „Съзнание“
- Танцов ансамбъл за народни песни и танци „Исперих“
- Балетна формация „Форте“
- Кино „Сердика“

## Редовни събития
- Пазарен ден – петък

## Личности
Родени в Исперих
- Павлин Иванов - Bashmotion – Режисьор на музикални клипове
- Петя Йорданова (р. 1931) – писателка
- Виктория (Вики) Терзийска, българска поп певица, вокалистка на група „Мастило“
- Теодосий Спасов (р. 1961) – музикант
- Георги Харитонов (1954 – 2006) – поет и журналист
- Ивайло Филев (р. 1988) – български щангист, бронзов медалист от Световно първенство през 2007 г. в Тайланд
- Стефан Чобанов (р. 8 май 1967) – музикант, група „Мери Бойс Бенд
- Мариела – участник в Стар Академи.
- Христина Ангелакова – оперна певица
- Иван Иванов (Крачунов) – агробизнесмен на Република България за 1996 г. и почетен гражданин на гр. Исперих
- Теодор Иванов (Крачунов) – агробизнесмен на Република България за 2005 г.
- Драгомир Петров – главен сценарист в „Шоуто на Слави“
- Проф. д-р Красимир Манев – преподавател в Нов български университет и ФМИ към СУ „Св. Климент Охридски“, математик, президент на международната олимпиада по информатика (IOI) (от 2014 до 2017 г.), дългогодишен ръководител на националния отбор по информатика, постигнал редица успехи на международни състезания.
- Стоян Гроздев – карикатурист и журналист (22 юни 1942 – 13 декември 1994). Един от най-добрите спортни карикатуристи на България. Награден посмъртно с Почетния знак на Исперих през 2010.[8]